# Hemigaster candidus
Hemigaster candidus — вид грибів, що належить до монотипового роду  Hemigaster.